# Кейб, Екатерина Георгиевна
Екатерина Георгиевна Кейб (7 ноября 1986, Балашов, Саратовская область) — Заслуженный мастер спорта, неоднократная чемпионка чемпионка мира и европы по сумо в личном и командном зачете, Мастер спорта по самбо, чемпионка Европы по сумо в первенстве среди юниоров (2001), двукратная чемпионка Европы (2007). 
Екатерину тренировали С. В. Антипов, А. В. Гришаев, А. Т. Мартынов. 
Её рост 180 сантиметров, вес — 160 килограммов. Размер обуви —45.
Окончила филиал Саратовского социально-экономического института в Балашове.
В 2012 году удостоена звания Лауреата ежегодного конкурса «Лучшие имена немцев России» в области спорта им. Рудольфа Пфлюгфельдера.
С 2012 года по 2021 год депутат Совета города Балашова.
С 2016 года работает руководителем ГБОУ СО «Школа АОП № 11 г. Балашова»
Замужем, имеет дочь.